# Æbleflæsk

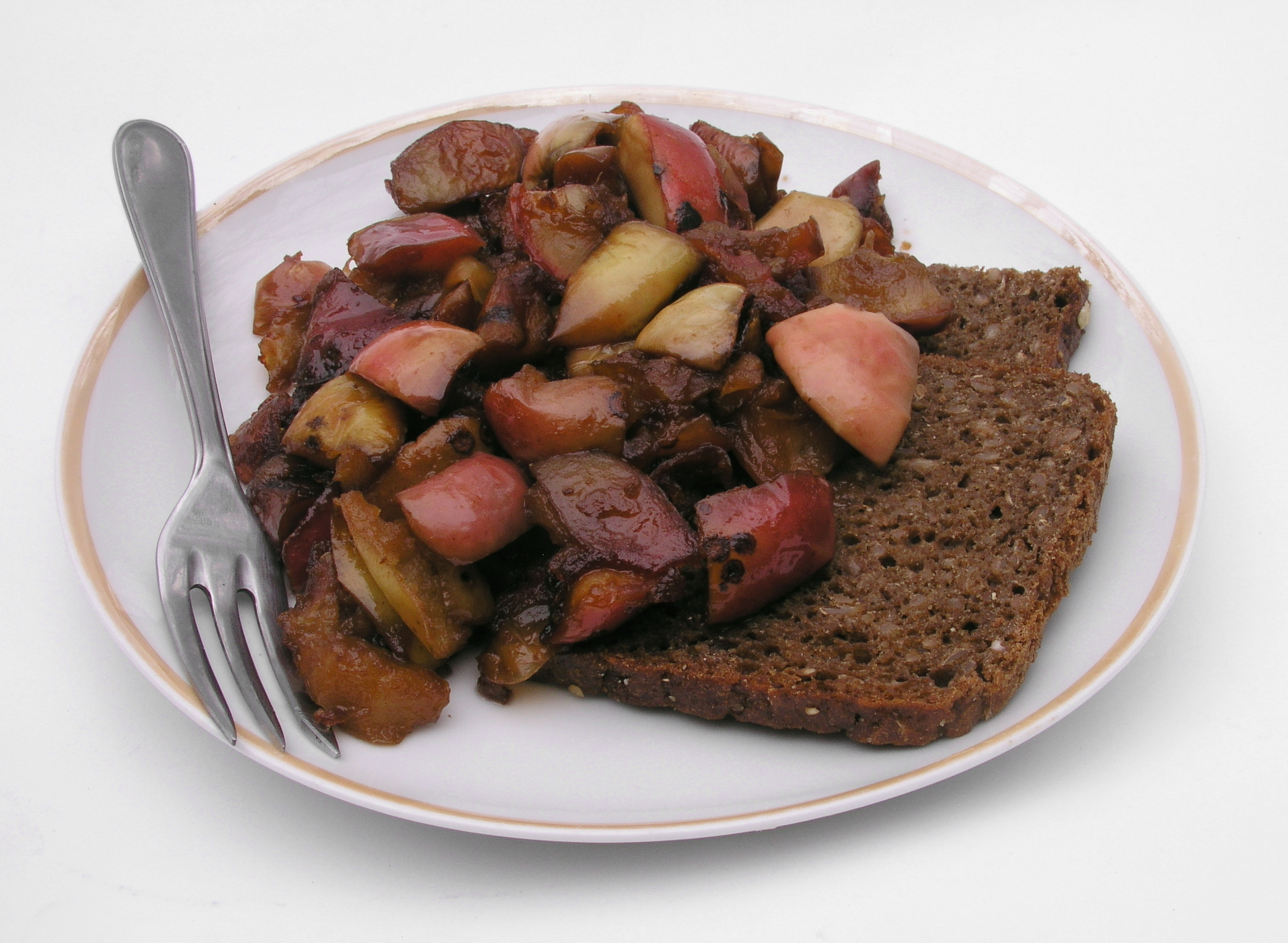
Æbleflæsk servido sobre rugbrød.

El æbleflæsk (en danés ‘cerdo con manzana’) es un antiguo plato danés consistente en tocino, manzana y azúcar.
Primero se fríe la panceta, seguida por trozos de manzana, que deben ablandarse antes de añadirse a la sartén (alternativamente pueden cocerse en agua).) Mientras las manzanas se fríe, se mezclan con azúcar. Tras esto, se mezclan los trozos de panceta y manzana y se sirven fríos o templados sobre rugbrød. El æbleflæsk se suele acompañar con stout y snaps.